# Myriocarpa bifurca
Myriocarpa bifurca är en nässelväxtart som beskrevs av Frederik Michael Liebmann. Myriocarpa bifurca ingår i släktet Myriocarpa och familjen nässelväxter. Inga underarter finns listade i Catalogue of Life.